# Пирсон, Джейсон
Джейсон Трент Пирсон (англ. Jason Trent Pearson, 29 августа 1970 — 19 декабря 2022) — американский автор комиксов, создавший серию Body Bags, а также известный работой художником над комиксами о Дэдпуле, Человеке-пауке, Карателе, Бэтмене, Легионе супергероев, Диком Драконе, Томе Стронге и Людях Икс. Один из первых членов Gaijin Studios, расположенной в Атланте, штат Джорджия. Манера рисунка Пирсона описывается как «гиперкинетическая». Умер от инсульта в возрасте 52 лет.

## Карьера
Дебютировал в 1996 году в издательствах Dark Horse Comics и Blanc Noir. Созданная, написанная и нарисованная Джейсоном серия Body Bags стала дебютной в линейке Blanc Noir, выпускаемой Gaijin Studios для Dark Horse Comics, была тепло принята поклонниками комиксов и попала на вершину рейтинга «Wizard Top-10». Комикс рассказывал историю Мака и Панды, отца и дочери, охотников за головами, сеющих хаос в недалёком будущем. Издание наполнено чёрным юмором, драмой, экшеном и провокационными сценами.